# Ivan Cooper
Pour les articles homonymes, voir Cooper.
Ivan Averill Cooper, né le 1er janvier 1944 à Killaloo (comté de Londonderry) et mort le 26 juin 2019, est un homme politique britannique d'Irlande du Nord et un militant pour les droits civiques en Irlande du Nord.

## Biographie

### Carrière politique
Ses premières implications en politique commencèrent au début des années 1960, quand il devint membre des Jeunes Unionistes. Plus tard, il rejoignit le Parti travailliste d'Irlande du Nord.
À l'émergence d'une campagne pour les droits civiques, Cooper s'y liera étroitement et sera actif dans l'organisation de manifestations dans Derry au sein de la Northern Ireland Civil Rights Association. Il deviendra par la suite Président du Comité d'Actions des Citoyens du Derry (Derry Citizen's Action Committee). 
En février 1969, aux élections générales d'Irlande du Nord, il fut élu comme député indépendant à la Circonscription Électorale du Mid-Londonderry. Tout le long de son travail de député, avec les efforts d'autres collaborateurs, Cooper travailla pour essayer d'établir un nouveau groupement parlementaire (une union d'opposition) afin de s'opposer au gouvernement Unioniste. Cela finit par déboucher sur la formation du Parti social-démocrate et travailliste (SDLP) en août 1970. Il en devint alors l'un des membres fondateurs, et servira le parti comme député à l'Assemblée d'Irlande du Nord de 1970 jusqu'à sa suppression en 1972.

### Le Bloody Sunday et ses conséquences
Le 30 janvier 1972, sa vie fut marquée par un événement tragique. Il organisa ce jour-là une grande manifestation pacifique pour protester contre la discrimination que subissait la communauté catholique d'Irlande du Nord.
À la suite du positionnement des forces de l'ordre (qui n'étaient pas de simples policiers mais des militaires de l'armée britannique, issus d'un régiment de parachutistes) sur le chemin de la marche pacifique, des militaires tirèrent sur les manifestants prétextant répondre à des tirs de membres de l'IRA (qui se seraient glissés dans le cortège) alors qu'une poignée de manifestants extrémistes avaient des armes. Treize manifestants sont tués et un quatorzième meurt quelques mois plus tard. Ce drame est connu sous le nom de Bloody Sunday. Aucune arme ne fut trouvée parmi les manifestants touchés.
À la suite de ces violences, une vague d'attentats de l'Armée républicaine irlandaise provisoire (IRA) se déchaîna. Et le gouvernement central britannique décida de prendre les choses en mains avec les Directs Rules.
Après l'introduction des Direct Rules en 1972 (qui impliquaient une administration directe de Westminster, désavouant ainsi le Parlement d'Irlande du Nord), Ivan Cooper fit alors partie de la délégation du SDLP impliquée dans les tentatives de reconstitution d'un nouveau système de gouvernement pour l'Irlande du Nord. En juin 1973, après les accords de Sunningdale (accords prévoyant le partage des pouvoirs entre catholiques et protestants), il retourna à l'Assemblée d'Irlande du Nord, pour le Mi-Ulster (1973 à 1974) et il servit de chef du Département des Relations Communautaires au Partage du Pouvoir Exécutif (de janvier à mai 1974). 
Après l'effondrement de l'Exécutif et de l'Assemblée, à la suite de la grève générale des ouvriers protestants en mai 1974, Ivan Cooper participa à la tentative suivante de recherche d'une solution politique au problème Nord Irlandais, en étant membre de la Constitutional Convention (ayant pour but de trouver quelles dispositions doit prendre le gouvernement irlandais, pour réussir à trouver un terrain d'entente pour que la majorité des citoyens des deux communautés accepte les décisions du gouvernement).
Au début des années 1980, Ivan Cooper fut désillusionné par la ligne directrice du SDLP (alors dirigé par John Hume). Il commença alors à s'éloigner du parti, pour finalement se retirer complètement de l'activité politique.

### Filmographie
- Ivan Cooper est interprété par James Nesbitt dans le film Bloody Sunday de Paul Greengrass sorti en 2002 pour la télévision irlandaise.